# Baẖan
Baẖan (hebreiska: בחן) är en ort i Israel.   Den ligger i distriktet Centrala distriktet, i den norra delen av landet. Baẖan ligger 64 meter över havet och antalet invånare är 260.

## Terräng och klimat
Terrängen runt Baẖan är platt åt nordväst, men åt sydost är den kuperad. Runt Baẖan är det tätbefolkat, med 613 invånare per kvadratkilometer. Närmaste större samhälle är Netanya, 15,0 km väster om Baẖan. Trakten runt Baẖan består till största delen av jordbruksmark.